# Turnen op de Olympische Zomerspelen 1948
Turnen is een van de sporten die beoefend werden tijdens de Olympische Zomerspelen 1948 in Londen.

## Heren

### team
| rang   | sporter(s) | land | punten  |
| ------ | --- | ---- | ------- |
| Goud   | Veikko Huhtanen Paavo Aaltonen Kalevi Laitinen Olavi Rove Einari Teräsvirta Heikki Savolainen Aleksanteri Saarvala Sulo Salmi | FIN  | 1358.30 |
| Zilver | Walter Lehmann Josef Stalder Christian Kipfer Emil Studer Robert Lucy Michael Reusch Melchior Thalmann Karl Frei              | SUI  | 1356.70 |
| Brons  | Lajos Tóth Lajos Sántha László Baranyai Ferenc Pataki János Mogyorósy Klencs Ferenc Várkõi József Fekete Győző Mogyoróssy     | HUN  | 1330.85 |
| 4      | Raymond Dot Michel Mathiot Lucien Masset André Weingand Antoine Schildwein Alphonse Anger Marcel de Wolf Auguste Sirot        | FRA  | 1313.85 |
| 5      | Guido Figone Luigi Zanetti Savino Guglielmetti Domenico Grosso Quinto Vadi Danilo Fioravanti Ettore Perego Egidio Armelloni   | ITA  | 1300.30 |
| 6      | Zdeněk Růžička Pavel Benetka Miroslav Málek Vladimír Karas Leo Sotorník František Wirth Vratislav Petráček Gustav Hrubý       | TCH  | 1292.10 |
| 7      | Edward Scrobe Vincent D'Autorio William Roetzheim Joseph Kotys Frank Cumiskey Raymond Sorensen William Bonsall Louis Bordo    | USA  | 1252.50 |
| 8      | Paul Jessen Elkana Grønne Freddy Jensen Arnold Thomsen Wilhelm Møller Poul Jessen Gunner Olesen Børge Minerth                 | DEN  | 1245.40 |

### individuele meerkamp
| rang   | sporter(s)       | land | punten |
| ------ | ---------------- | ---- | ------ |
| Goud   | Veikko Huhtanen  | FIN  | 229.70 |
| Zilver | Walter Lehmann   | SUI  | 229.00 |
| Brons  | Paavo Aaltonen   | FIN  | 228.80 |
| 4      | Josef Stalder    | SUI  | 228.70 |
| 5      | Christian Kipfer | SUI  | 227.10 |
| 6      | Emil Studer      | SUI  | 226.60 |
| 7      | Růžička Zdeněk   | TCH  | 226.20 |
| 8      | Kalevi Laitinen  | FIN  | 225.65 |

### vloer
| rang   | sporter(s)             | land | punten |
| ------ | ---------------------- | ---- | ------ |
| Goud   | Ferenc Pataki          | HUN  | 38.70  |
| Zilver | János Mogyorósy Klencs | HUN  | 38.40  |
| Brons  | Zdeněk Růžička         | TCH  | 38.10  |
| 4      | Raymond Dot            | FRA  | 37.80  |
| 5      | Elkana Grønne          | DEN  | 37.65  |
| 6      | Pavel Benetka          | TCH  | 37.60  |
| 6      | Leo Sotorník           | TCH  | 37.60  |
| 8      | Vladimír Karas         | TCH  | 37.40  |

### paard voltige
| rang | sporter(s)           | land | punten |
| ---- | -------------------- | ---- | ------ |
| Goud | Paavo Aaltonen       | FIN  | 38.70  |
| Goud | Veikko Huhtanen      | FIN  | 38.70  |
| Goud | Heikki Savolainen    | FIN  | 38.70  |
| 4    | Luigi Zanetti        | ITA  | 38.30  |
| 5    | Guido Figone         | ITA  | 38.20  |
| 6    | Frank Cumiskey       | USA  | 37.90  |
| 7    | Michael Reusch       | SUI  | 37.80  |
| 8    | Aleksanteri Saarvala | FIN  | 37.70  |
| 8    | Josef Stalder        | SUI  | 37.70  |
| 8    | Emil Studer          | SUI  | 37.70  |

### ringen
| rang   | sporter(s)        | land | punten |
| ------ | ----------------- | ---- | ------ |
| Goud   | Karl Frei         | SUI  | 39.60  |
| Zilver | Michael Reusch    | SUI  | 39.10  |
| Brons  | Zdeněk Růžička    | TCH  | 38.50  |
| 4      | Walter Lehmann    | SUI  | 38.40  |
| 5      | Josef Stalder     | SUI  | 38.30  |
| 5      | Emil Studer       | SUI  | 38.30  |
| 7      | Vladimír Karas    | TCH  | 38.20  |
| 8      | Heikki Savolainen | FIN  | 38.10  |

### sprong
| rang   | sporter(s)             | land | punten |
| ------ | ---------------------- | ---- | ------ |
| Goud   | Paavo Aaltonen         | FIN  | 39.10  |
| Zilver | Olavi Rove             | FIN  | 39.00  |
| Brons  | János Mogyorósy Klencs | HUN  | 38.50  |
| Brons  | Ferenc Pataki          | HUN  | 38.50  |
| Brons  | Leo Sotorník           | TCH  | 38.50  |
| 6      | Veikko Huhtanen        | FIN  | 38.40  |
| 7      | Einari Teräsvirta      | FIN  | 38.30  |
| 8      | Walter Lehmann         | SUI  | 38.10  |
| 8      | Sulo Salmi             | FIN  | 38.10  |

### brug
| rang   | sporter(s)        | land | punten |
| ------ | ----------------- | ---- | ------ |
| Goud   | Michael Reusch    | SUI  | 39.50  |
| Zilver | Veikko Huhtanen   | FIN  | 39.30  |
| Brons  | Christian Kipfer  | SUI  | 39.10  |
| Brons  | Josef Stalder     | SUI  | 39.10  |
| 5      | Walter Lehmann    | SUI  | 39.00  |
| 6      | Heikki Savolainen | FIN  | 38.90  |
| 7      | Paavo Aaltonen    | FIN  | 38.80  |
| 7      | Zdeněk Růžička    | TCH  | 38.80  |

### rekstok
| rang   | sporter(s)           | land | punten |
| ------ | -------------------- | ---- | ------ |
| Goud   | Josef Stalder        | SUI  | 39.70  |
| Zilver | Walter Lehmann       | SUI  | 39.40  |
| Brons  | Veikko Huhtanen      | FIN  | 39.20  |
| 4      | Raymond Dot          | FRA  | 38.80  |
| 4      | Aleksanteri Saarvala | FIN  | 38.80  |
| 4      | Lajos Sántha         | HUN  | 38.80  |
| 4      | Emil Studer          | SUI  | 38.80  |
| 8      | Einari Teräsvirta    | FIN  | 38.70  |

## Dames

### team
| rang   | sporter(s) | land | punten |
| ------ | --- | ---- | ------ |
| Goud   | Zdeňka Honsová Miloslava Misáková Věra Růžičková Božena Srncová Milena Müllerová Zdeňka Veřmiřovská Olga Šilhánová Marie Kovářová                    | TCH  | 445.45 |
| Zilver | Edit Vásárhelyi-Weckinger Mária Zalainé Kövi Irén Kárpáti-Karcsics Erzsébet Gulyás-Köteles Erzsébet Balázs Olga Tass Anna Fehér Margit Sándorné Nagy | HUN  | 440.55 |
| Brons  | Helen Schifano Clara Schroth Meta Elste Marian Barone Ladislava Bakanic Consetta Lenz Anita Simonis Dorothy Dalton                                   | USA  | 422.60 |
| 4      | Karin Lindberg Kerstin Bohman Ingrid Sandahl Göta Pettersson Gunnel Johansson Märta Andersson E. Ingrid Andersson Stina Haage                        | SWE  | 417.95 |
| 5      | Jacoba Tonneman Lenie Gerrietsen Jacoba Wijnands Annie Ros Anna Maria van Geene Klaasje Post Truida Heil-Bonnet Dientje Meijer-Haantjes              | NED  | 408.35 |
| 6      | Gertrude Fesl Gretchen Hehenberger Gertrude Kolar Irmentraud Ruckser Gertrude Gries Gertrude Winnige Edeltraud Schramm Erika Enzenhofer              | AUT  | 405.45 |
| 7      | Vida Gerbec Dragana Đorđević Ruža Vojsk Dragana Đipalović Tanja Žutić Dragica Basletić Zlatica Mijatović Neža Černe                                  | YUG  | 397.90 |
| 8      | Laura Micheli Elena Santoni Licia Macchini Wanda Nuti Liliana Torriani Renata Bianchi Norma Icardi Luciana Pezzoni                                   | ITA  | 394.20 |

## Medaillespiegel
| rang   | land              | goud | zilver | brons | totaal |
| ------ | ----------------- | ---- | ------ | ----- | ------ |
| 1      | Finland           | 6    | 2      | 2     | 10     |
| 2      | Zwitserland       | 3    | 4      | 2     | 9      |
| 3      | Hongarije         | 1    | 2      | 3     | 6      |
| 4      | Tsjecho-Slowakije | 1    | 0      | 3     | 4      |
| 5      | Verenigde Staten  | 0    | 0      | 1     | 1      |
| totaal | totaal            | 11   | 8      | 11    | 30     |